# Heřmanice (Rouchovany)

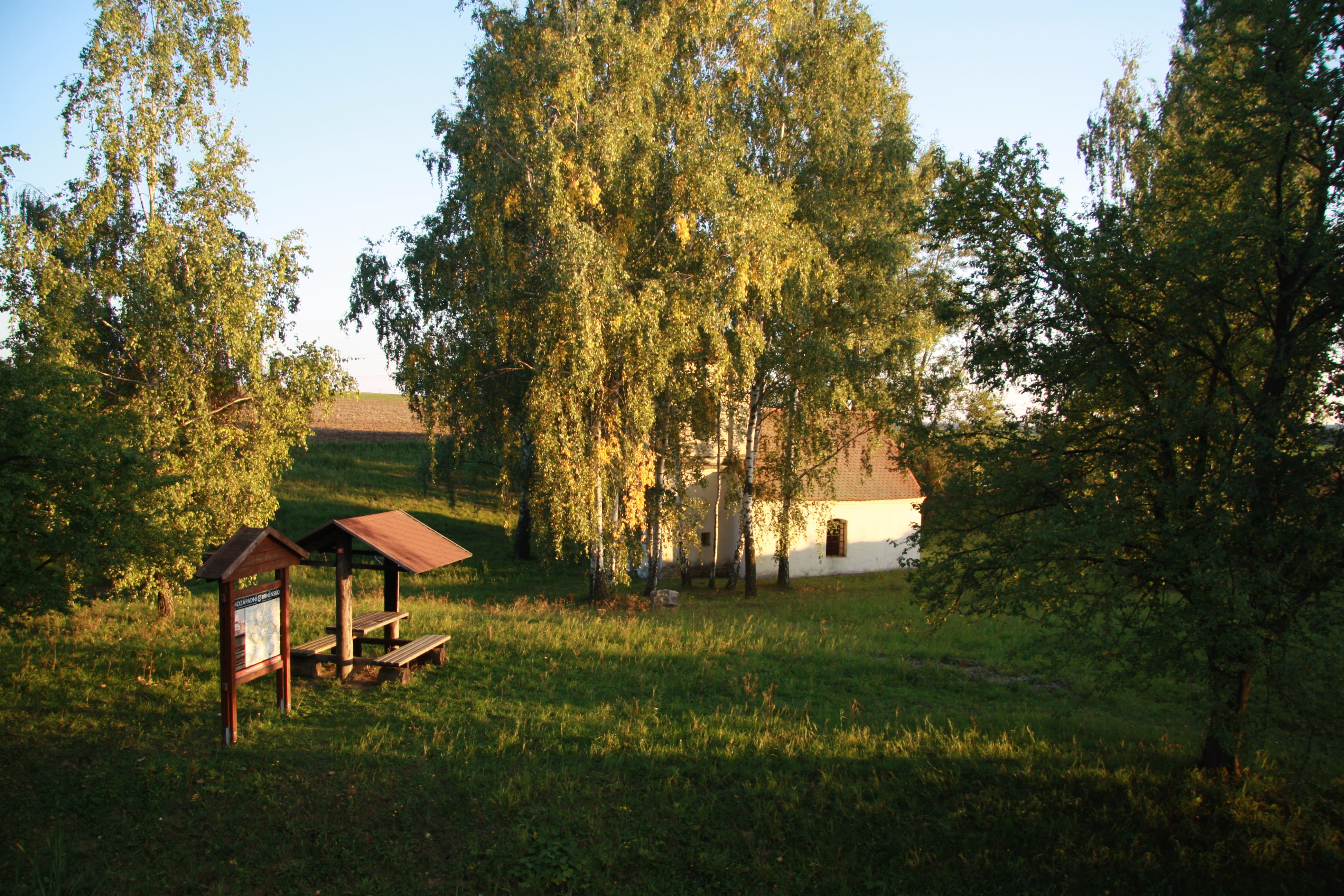
Heřmanice

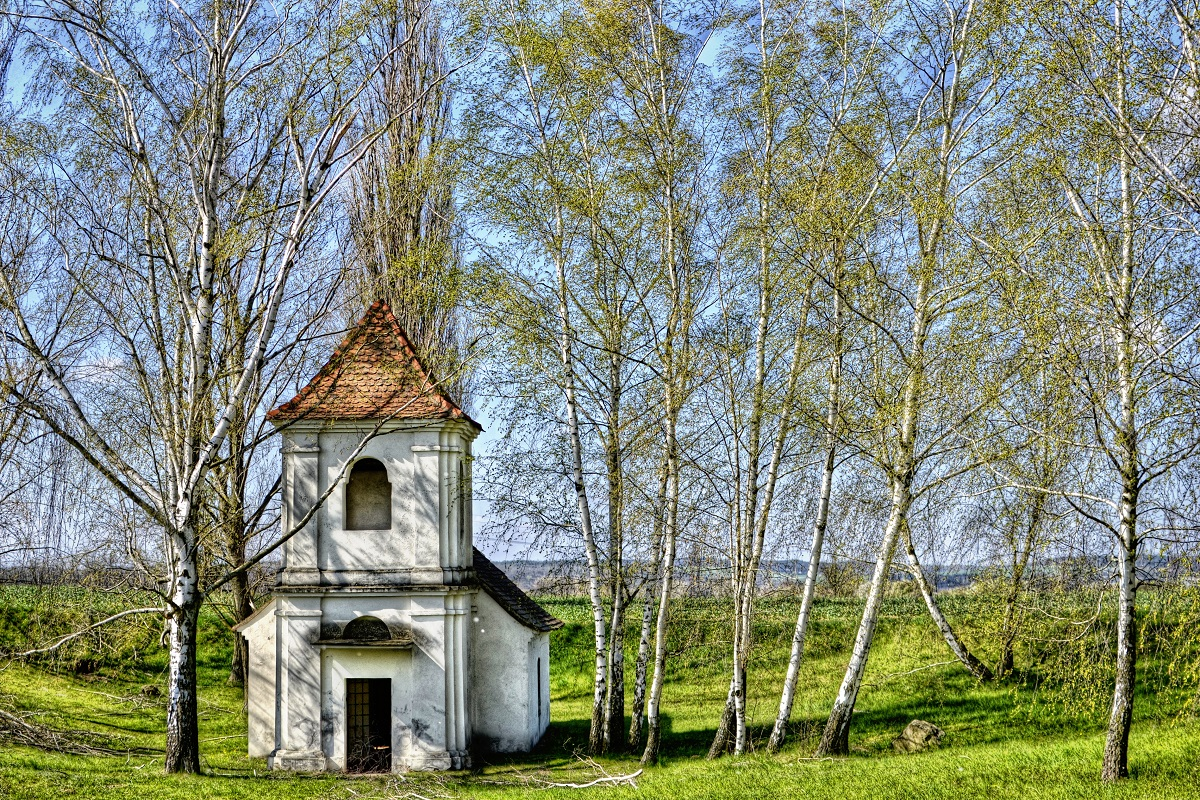
Kapelle Mariä Geburt

Heřmanice (deutsch Herzmanitz, 1939–45 Hermanitz) ist eine Grundsiedlungseinheit und Wüstung der Gemeinde Rouchovany in Tschechien. Das erloschene Dorf liegt 800 m südlich des Kernkraftwerks Dukovany und gehört zum Okres Třebíč. Es wurde in den 1970er Jahren im Zuge des Kraftwerksbaus abgesiedelt und devastiert.

## Geographie
Heřmanice befindet sich im Quellgebiet des Baches Heřmanický potok auf einer Hochebene der Jevišovická pahorkatina (Jaispitzer Hügelland), einem Subsystem der Böhmisch-Mährischen Höhe. Westlich liegt das Tal des Baches Olešná mit dem gleichnamigen Teich. Im Osten erhebt sich der Velký kopec (392 m n.m.).
Nachbarorte sind die Wüstung Skryje im Norden, Mohelno und Lhánice im Nordosten, Dukovany im Osten, Horní Dubňany und Rešice im Südosten, Kordula im Süden, Šemíkovice im Südwesten, Rouchovany und Nové Dvory im Westen sowie die Wüstung Lipňany im Nordwesten.

## Geschichte
Heřmanice wurde als Platzdorf angelegt und gehörte seit jeher zu den Gütern der Burg Krumlov. Das Dorf bestand ursprünglich aus sieben Hüfnern, deren Gehöfte giebelständig um den Dorfplatz lagen.
Im Jahre 1407 verschrieb Latzek von Krawarn der Frau des Zbynek von Stychowic, Katharina, auf das Dorf 100 Schock Groschen. Berchtold von Leipa, ein Enkel des Königs Georg von Podiebrad, verpfändete 1476 die Stadt Eibenschitz, das Städtchen Rochwan und die Dörfer Leipertitz, Herzmanitz, Ketkowitz, Czuczitz und Rapotitz sowie die Teiche der wüsten Burg Rabstein an Wilhelm  von Pernstein. Dieser verpfändete die Güter 1496 für 2200 Schock Groschen und 800 Dukaten an Berchtolds Sohn, seinen Schwiegersohn Heinrich von Leipa. Nach Heinrichs frühzeitigem Tod übertrug Wilhelm von Pernstein 1512 den Genuss der Pfandgüter auf dessen Sohn Johann von Leipa, der schließlich von seinem anderen Großvater Berchtold von Leipa auch die Burg Krumlov erbte. Damit waren die Güter wieder vereinigt. Nach der Schlacht am Weißen Berg wurden 1621 sämtliche Güter des Berthold Bohuslaw (Bohubud) von Leipa, der ein Anführer der mährischen Stände war, konfisziert. 1624 kaufte Gundaker von Liechtenstein die Herrschaft. Im Jahre 1750 bestand das Dorf aus sieben Bauern und zwei Häuslern. 1776 gab es in Heřmanice vier Ganzhüfner, sechs Halbhüfner und vier Häusler. Das älteste Ortssiegel zeigte ein Seche und ein Pflugschar.
Im Jahre 1835 bestand das im Znaimer Kreis gelegene Dorf Herzmanitz bzw. Heřmanice aus 32 Häusern, in denen 193 Personen lebten. Haupterwerbsquelle war der Feldbau. Pfarrort war Rauchowan. Bis zur Mitte des 19. Jahrhunderts blieb Herzmanitz der Fideikommiss-Primogeniturherrschaft Mährisch-Krummau untertänig.
Nach der Aufhebung der Patrimonialherrschaften bildete Heřmanice / Herzmanitz ab 1849 einen Ortsteil der Marktgemeinde Rouchovany im Gerichtsbezirk Mährisch Kromau. Ab 1869 gehörte das Dorf zum Bezirk Mährisch Kromau. Heřmanice löste sich 1894 los und bildete eine eigene Gemeinde. Im Jahre 1896 wurde Heřmanice dem Gerichtsbezirk Hrottowitz zugeordnet. Beim Zensus von 1921 lebten in den 43 Häusern der Gemeinde 209 Personen, darunter 206 Tschechen. Nach der deutschen Besetzung wurde die Gemeinde 1939 in den Kreis Mährisch Budwitz umgegliedert; bis 1945 gehörte Heřmanice / Hermanitz zum Protektorat Böhmen und Mähren. Nach dem Kriegsende erfolgte die Wiederherstellung der alten Bezirksstrukturen. Im Zuge der Gebietsreform und der Aufhebung des Okres Moravský Krumlov wurde die Gemeinde am 1. Juli 1960 dem Okres Třebíč zugewiesen. 1976 wurde Heřmanice für den Bau des Kernkraftwerks Dukovany abgesiedelt. Die meisten der Bewohner wurden in die Stadt Hrotovice umgesiedelt. Das Dorf Heřmanice wurde devastiert, erhalten blieb nur die auf dem Dorfplatz gestandene Kapelle. Mit Beginn des Jahres 1980 wurde die Gemeinde Heřmanice offiziell aufgehoben und ihre Gemarkung der Gemeinde Rouchovany zugeschlagen.
Auf der Gemarkung von Heřmanice befinden sich heute das Endlager Dukovany und Teile des Kernkraftwerks.

## Ortsgliederung
Die Grundsiedlungseinheit Heřmanice bildet den Katastralbezirk Heřmanice u Rouchovan.

## Sehenswürdigkeiten
- Kapelle Mariä Geburt